# Próg ostrożnościowy
Próg ostrożnościowy – obowiązująca w Polsce graniczna wartość relacji kwoty państwowego długu publicznego do produktu krajowego brutto.
Konstytucja RP (art. 216 ust. 5) określa maksymalną wielkość relacji długu publicznego do PKB: „Nie wolno zaciągać pożyczek lub udzielać gwarancji i poręczeń finansowych, w następstwie których państwowy dług publiczny przekroczy 3/5 wartości rocznego produktu krajowego brutto. Sposób obliczania wartości rocznego produktu krajowego brutto oraz państwowego długu publicznego określa ustawa. Ustawa o finansach publicznych z dnia 27 sierpnia 2009 r. szczegółowo określa progi ostrożnościowe, w przypadku przekroczenia których rząd zobowiązany jest do podjęcia określonych (także w ustawie) kroków. Artykuł 86 ustawy o finansach publicznych określa trzy progi ostrożnościowe.
W przypadku, gdy relacja długu publicznego w stosunku do PKB:
1. jest większa od 50%, ale nie większa od 55%, to relacja deficytu budżetu państwa do dochodu w budżecie państwa uchwalanym na następny rok nie może przekroczyć analogicznej relacji z roku bieżącego (uchylony)[2].

1. jest większa od 55%, ale mniejsza od 60%, to

a) w projekcie budżetu na kolejny rok:
- - nie przewiduje się istnienia deficytu budżetowego państwa lub uchwala się budżet zapewniający spadek relacji długu Skarbu Państwa do PKB w stosunku do roku bieżącego
  - nie przewiduje się wzrostu wynagrodzeń pracowników państwowej sfery budżetowej
  - waloryzacja rent i emerytur nie może przekroczyć poziomu wzrostu cen towarów i usług konsumpcyjnych w poprzednim roku budżetowym
  - wyklucza się możliwość udzielania z budżetu państwa nowych pożyczek i kredytów
  - ogranicza się wzrost wydatków wielu instytucji państwowych, takich jak: Kancelaria Sejmu, Kancelaria Senatu, Kancelaria Prezydenta RP, Trybunał Konstytucyjny, Najwyższa Izba Kontroli, Sąd Najwyższy, by nie przekroczył wydatków w administracji rządowej.

b) Rada Ministrów jest zobowiązana do przeglądu wydatków budżetu państwa, finansowanych środkami pochodzącymi z kredytów zagranicznych oraz przeglądu programów wieloletnich
c) Rada Ministrów jest zobowiązana do przedstawienia programu sanacyjnego, mającego na celu obniżenie relacji długu publicznego do PKB
d) wprowadza się ograniczenia wysokości wydatków jednostki samorządu terytorialnego
1. jest równa lub większa od 60%, to:

- - stosuje się postanowienia pkt. 2 lit., a i b
  - Rada Ministrów jest zobowiązana, w ciągu miesiąca od daty ogłoszenia relacji, do przedstawienia programu sanacyjnego, obniżającego relację poniżej poziomu 60% PKB
  - wydatki jednostki samorządu terytorialnego nie mogą być wyższe niż jej dochody
  - poczynając od siódmego dnia od ogłoszenia relacji, jednostki sektora finansów publicznych nie mogą udzielać nowych poręczeń i gwarancji[3].

W lipcu 2013 rząd Donalda Tuska zawiesił obowiązywanie pierwszego progu ostrożnościowego.